# 菅井一歩
菅井 一歩（すがい かずほ、8月31日 - ）は、日本の男性声優。兵庫県出身。プロダクション・エース所属。

## 人物
趣味・特技は上級救命士、読書。方言は関西弁。

## 出演

### テレビアニメ
- ブレイブウィッチーズ（2016年、戦車長）
- 宇宙戦艦ヤマト2202 愛の戦士たち（2017年、オペレーターB）

### 吹き替え

#### 映画
- マッド・ドライヴ

#### ドラマ
- CSI:マイアミ7
- CSI:9科学捜査班
- 特殊能力捜査官 ペインキラー・ジェーン
- ボストン・リーガル
- 私はラブ・リーガル（スローカム）